# Sent Quirc
Sent Quirc (en francès Saint-Quirc) és un municipi francès situat al departament de l'Arieja i a la regió d'Occitània.